# قرار مجلس الأمن التابع للأمم المتحدة رقم 437
قرار مجلس الأمن التابع للأمم المتحدة رقم 437، الذي اعتمد في 10 أكتوبر 1978، بعد التذكير بالقرار 253 (1968) الذي منع الدول الأعضاء من السماح لأولئك المرتبطين بالنظام في روديسيا الجنوبية بدخول أراضيها، أشار المجلس بأسف قرار الولايات المتحدة بالسماح ليان سميث وأعضاء آخرين في «النظام غير القانوني» لدخول البلاد. لذلك، اعتبر القرار أن هذا الإجراء ينتهك القرار 253.
ودعا المجلس الولايات المتحدة إلى مراعاة أحكام مجلس الأمن وأعرب عن أمله في أن تستمر الولايات المتحدة في ممارسة نفوذها في جنوب روديسيا حتى يمكن تحقيق حكم الأغلبية.
تمت الموافقة على القرار بأغلبية 11 صوتاً؛ امتنعت كندا وألمانيا الغربية والمملكة المتحدة والولايات المتحدة عن التصويت.

## روابط خارجية
- نص القرار في undocs.org